# Jakaba (ort i Upper River)
Jakaba är en ort i Gambia. Den ligger i regionen Upper River, i den östra delen av landet, 240 km öster om huvudstaden Banjul. Antalet invånare var 578 vid folkräkningen 2013.